# Лейк-Артур (Луїзіана)
Лейк-Артур (англ. Lake Arthur) — місто (англ. town) в США, в окрузі Джефферсон-Девіс штату Луїзіана. Населення — 2595 осіб (2020).

## Географія
Лейк-Артур розташований за координатами 30°4′49″ пн. ш. 92°40′39″ зх. д. / 30.08028° пн. ш. 92.67750° зх. д. (30.080142, -92.677557).  За даними Бюро перепису населення США в 2010 році місто мало площу 6,29 км², з яких 4,80 км² — суходіл та 1,49 км² — водойми.

## Демографія
Згідно з переписом 2010 року, у місті мешкало 2738 осіб у 1095 домогосподарствах у складі 702 родин. Густота населення становила 435 осіб/км².  Було 1272 помешкання (202/км²).
Расовий склад населення:
| - 85,6 % — білих - 11,9 % — чорних або афроамериканців - 0,2 % — корінних американців - 0,2 % — азіатів |

До двох чи більше рас належало 1,7 %. Частка іспаномовних становила 1,8 % від усіх жителів.
За віковим діапазоном населення розподілялося таким чином: 26,5 % — особи молодші 18 років, 58,6 % — особи у віці 18—64 років, 14,9 % — особи у віці 65 років та старші. Медіана віку мешканця становила 38,5 року. На 100 осіб жіночої статі у місті припадало 92,7 чоловіків;  на 100 жінок у віці від 18 років та старших — 89,1 чоловіків також старших 18 років.
Середній дохід на одне домашнє господарство  становив 48 203 долари США (медіана — 35 121), а середній дохід на одну сім'ю — 53 524 долари (медіана — 38 179). За межею бідності перебувало 30,1 % осіб, у тому числі 40,3 % дітей у віці до 18 років та 19,8 % осіб у віці 65 років та старших.
Цивільне працевлаштоване населення становило 935 осіб. Основні галузі зайнятості: освіта, охорона здоров'я та соціальна допомога — 32,5 %, будівництво — 13,4 %, сільське господарство, лісництво, риболовля — 10,8 %, роздрібна торгівля — 10,3 %.